# Pasul Înșeuarea Largă
Pasul Înșeurarea Largă (sau Pasul Unirii) este o trecătoare situată între culmea Breaza și munții Țibleș prin musceele Năsăudului la o altitudine de 521 m, în estul Depresiunii Lăpuș. 
Pasul face legătura între orașele Târgu Lăpuș și Beclean, mai exact între comunele Suciu de Sus din județul Maramureș și Târlișua din județul Bistrița-Năsăud. Este străbătută de DJ171, intitulat în anul 2018 „Drumul Unirii”, care traversează cel mai înalt punct peste Delul Șpanului.